# 홍디션
《홍디션》은 2019년에 유튜브, V LIVE, 네이버TV에서 방송된 남자 트로트 가수 오디션 프로그램이다.

## 1차 예선
지원 영상을 보고 심사위원들이 만장일치 통과를 줘야 합격한다. 총 13명이 합격했다.
| 이름          | 곡                               | 결과 |
| ------------- | -------------------------------- | ---- |
| 류제현        | 태클을 걸지마 (진성)             | 합격 |
| 김경남        | 뿐이고 (박구윤)                  | 탈락 |
| 김기운        | 산다는 건 (홍진영)               | 탈락 |
| 김휘구        | 오늘 밤에 (홍진영)               | 합격 |
| 백하랑        | 님과 함께 (남진)                 | 탈락 |
| 김리우        | 내 나이가 어때서 (오승근)        | 탈락 |
| 이상훈        | 용두산 엘레지 (주현미)           | 탈락 |
| 최수혁        | 아리수 (나훈아), 만만세 (최수혁) | 탈락 |
| 김기해        | 고장난 벽시계 (나훈아)           | 합격 |
| 이동현        | 황진이 (박상철)                  | 합격 |
| 김태훈        | 초혼 (장윤정)                    | 합격 |
| 김가람        | 자옥아 (박상철)                  | 탈락 |
| 최대성        | 거짓말 (조항조)                  | 합격 |
| 유재필        | 따르릉 (김영철)                  | 탈락 |
| 장지윤        | 보릿고개 (진성)                  | 탈락 |
| 이모씨        | 꽃미남 홍춘이 (홍춘)             | 탈락 |
| 장윤창        | 18세 순이 (나훈아)               | 탈락 |
| 김태식        | 아모르파티 (김연자)              | 합격 |
| 박종선        | 빵빵 (박상철)                    | 탈락 |
| 김기찬        | 내 나이가 어때서 (오승근)        | 합격 |
| 박상준 외 3명 | 신용재 (하은)                    | 탈락 |
| 강석          | 따르릉 (홍진영)                  | 탈락 |
| 남승민        | 남자의 인생 (나훈아)             | 합격 |
| 손동학        | 날 봐, 귀순 (대성)               | 탈락 |
| 방민욱        | 뿐이고 (박구윤)                  | 탈락 |
| 김연서        | 카사노바 (선경)                  | 합격 |
| 이찬성        | 나야 나 (남진)                   | 합격 |
| 오윤성        | 무조건 (박상철)                  | 탈락 |
| 김나혁        | 담다디 (이상은)                  | 탈락 |
| 한원재        | 그대는 내 사랑 (현숙)            | 탈락 |
| 이정환        | 남자답게 (지원이)                | 탈락 |
| 박진현        | 따르릉 (홍진영)                  | 합격 |
| 이찬원        | ?                                | 합격 |

## 2차 예선
대면 심사로 진행되었으며, 6명이 합격했다.
| 이름   | 곡                                                         | 결과 |
| ------ | ---------------------------------------------------------- | ---- |
| 류제현 | 가지마 (진성)                                              | 합격 |
| 이동현 | 사랑의 트위스트 (설운도), 황진이 (박상철)                  | 합격 |
| 남승민 | 안동역에서 (진성)                                          | 탈락 |
| 김태식 | 쌈바의 여인 (설운도)                                       | 합격 |
| 이찬성 | 니가 왜 거기서 나와 (영탁), 가지마 (진성)                  | 합격 |
| 김태훈 | 사랑밖에 난 몰라 (심수봉), 사랑, 결코 시들지 않는 (서문탁) | 탈락 |
| 김휘구 | 캔디 (H.O.T.), 샤방샤방 (박현빈)                           | 탈락 |
| 최대성 | 남자는 말합니다 (장민호), 나팔바지 (싸이)                  | 탈락 |
| 김기찬 | 뱃노래 (활기찬)                                            | 합격 |
| 김기해 | 울긴 왜 울어 (나훈아)                                      | 합격 |
| 박진현 | 연정 (나훈아)                                              | 탈락 |
| 이찬원 | 용두산 엘레지 (고봉산)                                     | 탈락 |
| 김연서 | 엄지 척 (홍진영)                                           | 탈락 |

## 3차 예선
홍대 거리에서의 버스킹 미션으로 진행되었다. 3명이 합격했다.
| 이름   | 곡                       | 결과 |
| ------ | ------------------------ | ---- |
| 김태식 | 샤방샤방 (박현빈)        | 탈락 |
| 김기찬 | 따르릉 (홍진영)          | 합격 |
| 이동현 | 사랑의 트위스트 (설운도) | 탈락 |
| 류제현 | 너나 나나 (진시몬)       | 합격 |
| 김기해 | 무조건 (박상철)          | 합격 |
| 이찬성 | 둥지 (남진)              | 탈락 |

## 최종 본선
전북대학교 공연장에서 진행되었다.
| 이름   | 곡                   | 결과 |
| ------ | -------------------- | ---- |
| 류제현 | 땡벌 (강진)          | 탈락 |
| 김기해 | 님과 함께 (남진)     | 탈락 |
| 김기찬 | 누나가 딱이야 (영탁) | 우승 |